# Dorfkirche Rietzneuendorf

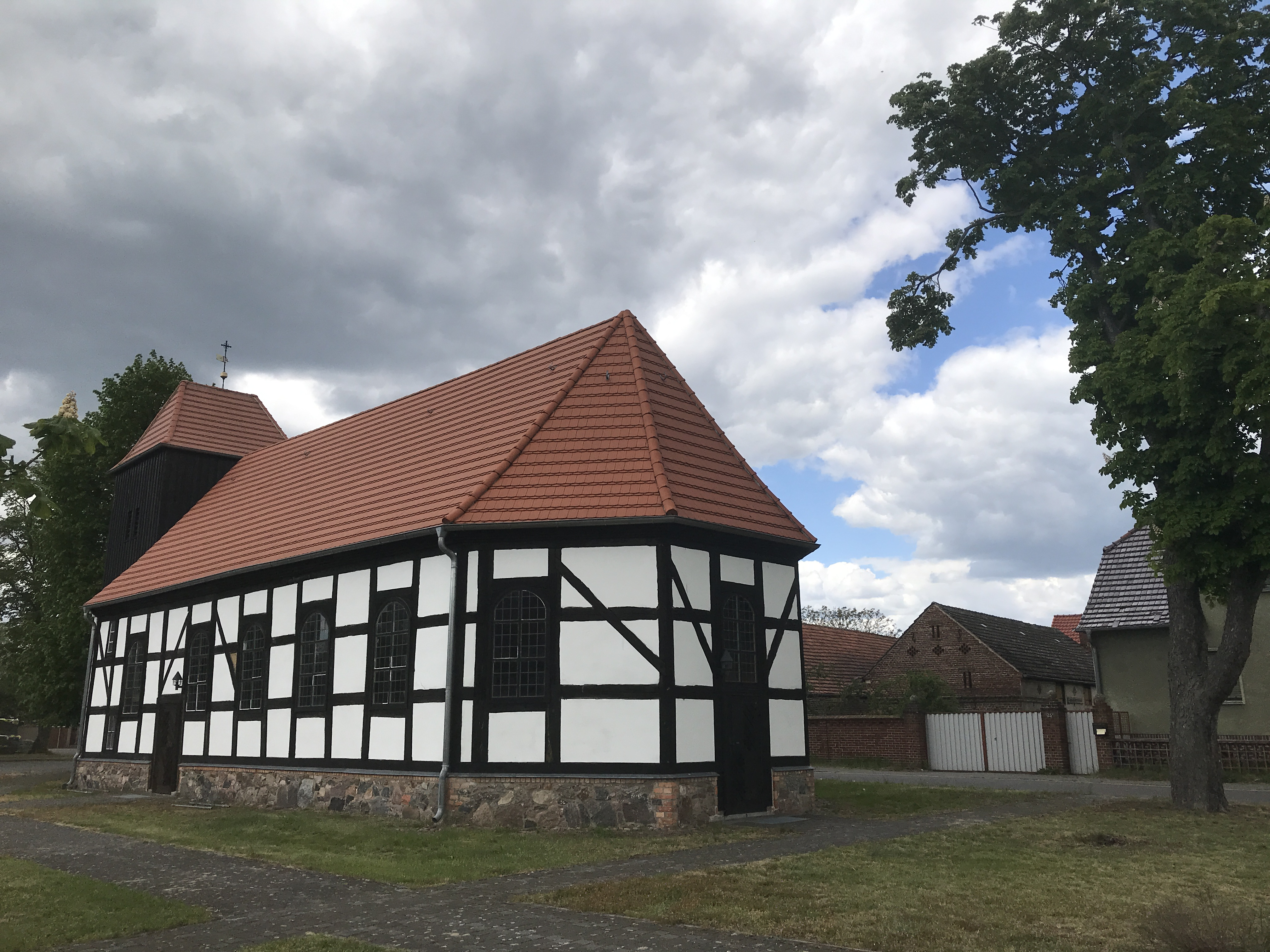
Dorfkirche Rietzneuendorf

Die evangelische Dorfkirche Rietzneuendorf ist eine Fachwerkkirche aus dem Jahr 1704 in Rietzneuendorf, einem Ortsteil der Gemeinde Rietzneuendorf-Staakow im Landkreis Dahme-Spreewald im Land Brandenburg. Die Kirchengemeinde gehört zum Kirchenkreis Niederlausitz der Evangelischen Kirche Berlin-Brandenburg-schlesische Oberlausitz.

## Lage
Die Schloßstraße führt in West-Ost-Richtung als zentrale Verbindungsachse auf den historischen Dorfanger zu. Dort steht die Kirche auf einem Grundstück, das nicht eingefriedet ist.

## Geschichte
Anfang des 18. Jahrhunderts befand sich der Ort im Einfluss derer von Stutterheim. Adam Ernst von Stutterheim ließ 1704 die Fachwerkkirche errichten. Sie wurde 1707 durch eine Patronatsloge ergänzt. Von 1802 bis 1804 verlängerten Handwerker das Bauwerk nach Westen Im gleichen Jahr errichteten Handwerker den freistehenden Westturm. 1896 war eine Sanierung des westlichen Giebels erforderlich. 1993 restaurierte die Kirchengemeinde das Bauwerk.

## Baubeschreibung
Das Bauwerk wurde im Wesentlichen aus Fachwerk auf einem Sockel aus Feldsteinen errichtet. Insbesondere an der westlichen Wand des Langhauses sind Rest einer Feststeinwand erkennbar. Allerdings äußert sich weder das Brandenburgische Landesamt für Denkmalpflege und Archäologische Landesmuseum (BLDAM) noch das Dehio-Handbuch dazu, ob der Sakralbau eventuell auf dem Fundament eines Vorgängerbaus aus Feldsteinen errichtet wurde. Denkbar ist auch, dass es sich um Ausbesserungsarbeiten handelt, die bei der Verlängerung des Schiffs nach Westen hin erforderlich waren. Der polygonale Chor ist nicht eingezogen. Am Chorschluss ist eine hohe, rechteckige Pforte, darüber ein Rundbogenfenster. Dessen Form wird an den verbleibenden Chorseiten aufgenommen; dort allerdings in der Höhe vergrößert.
Das Kirchenschiff hat einen rechteckigen Grundriss. An der Nordseite ist im östlichen Bereich zunächst ein weiteres Rundbogenfenster. Daran schließt sich nach Westen die Patronatsloge an. Sie kann durch eine Tür von Osten her betreten werden. An der Nordseite sind zwei rechteckige Fenster; die Westwand ist fensterlos. Nach Westen wird das Bauwerk durch ein weiteres Rundbogenfenster ergänzt. Westlich darunter ist ein kleines, rechteckiges Fenster, rechts oberhalb ein schmales. An der Südseite des Langhauses sind im östlichen Bereich drei Rundbogenfenster. An sie schließt sich zur Linken eine kleine Pforte sowie ein weiteres Rundbogenfenster an. Den Abschluss machen auch hier je ein kleines, tiefergesetztes Fenster sowie ein links davon angeordnetes, deutlich kleineres und hochrechteckiges Fenster. Die Westwand ist geschlossen. Im unteren Drittel ist ein Mauerwerk erkennbar, das aus unbehauenen und nicht lagig geschichteten Feldsteinen besteht. Das Schiff trägt ein schlichtes Satteldach, das nach Osten hin abgewalmt ist. Die Patronatsloge wird durch ein Schleppdach optisch in den Baukörper integriert.
Mit einigem Abstand zum Baukörper folgt im Westen der quadratische Westturm. Er ist verbrettert und kann durch eine kleine Pforte von Süden her betreten werden. Der Anbau ist ansonsten fensterlos. Im Glockengeschoss sind im oberen Bereich an den drei sichtbaren Seiten je zwei kleine, hochrechteckige Klangarkaden. Der Turm trägt ein quergestelltes und abgewalmtes Dach, das mit einer Turmkugel, Wetterfahne und Kreuz abschließt.

## Ausstattung

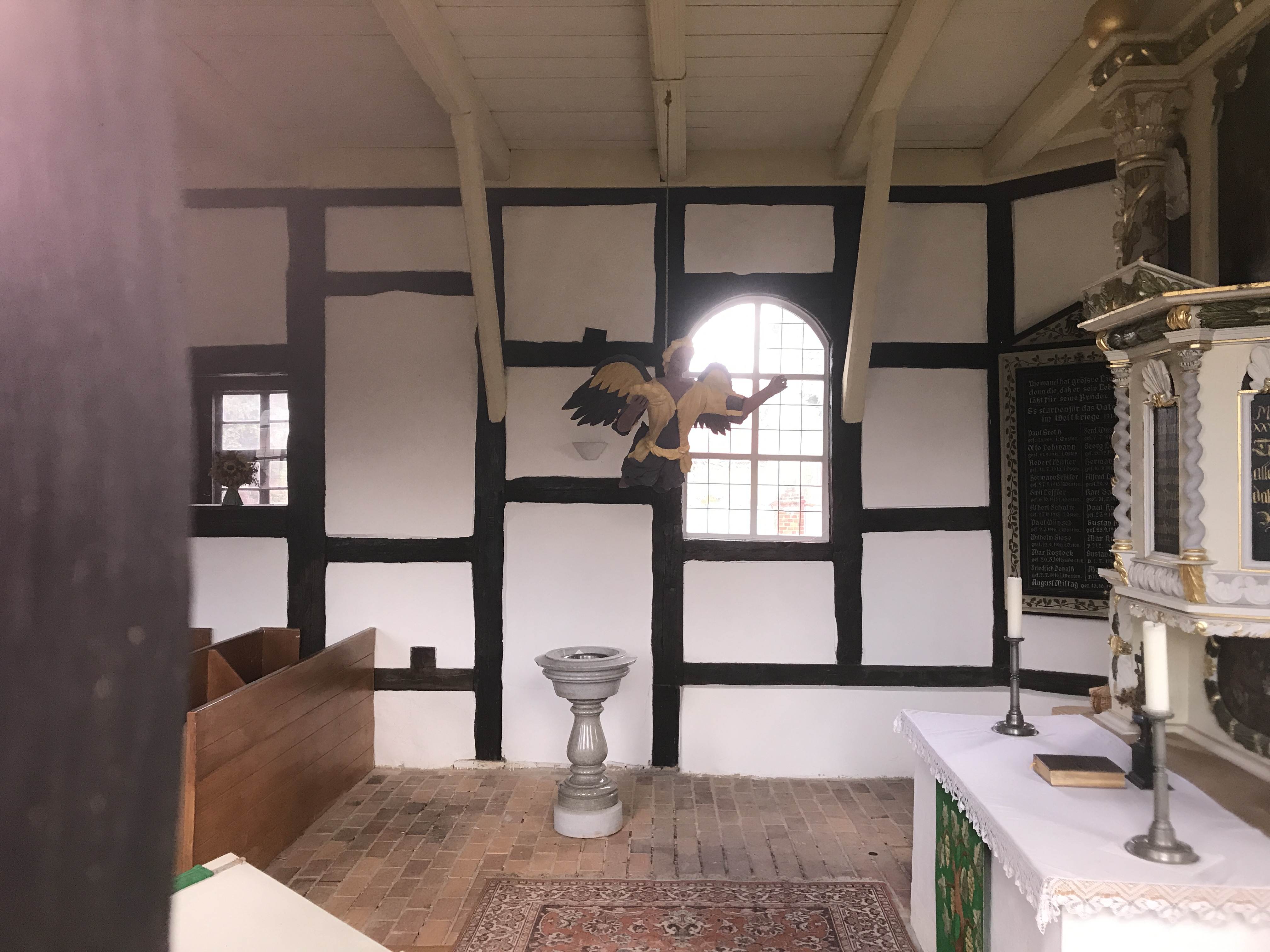
Blick ins Kirchenschiff

Der barocke Kanzelaltar stammt aus dem Anfang des 18. Jahrhunderts. Seine ursprüngliche Fassung wurde von Experten im Jahr 1993 rekonstruiert. Er besteht aus einer dreizonigen Ädikula mit einer Darstellung des Abendmahl Jesu in der Predella. Darüber erheben sich mit Weinlaub verzierte Säulen, die mit seitlich angebrachten, mit Akanthus verzierten, Wangen verbreitert werden. Der dreiseitige Kanzelkorb ist mit gedrehten Säulchen verziert und kann durch eine Kanzeltür betreten werden, die mit einer figurenreichen Darstellung der Kreuzigung Christi verziert ist.
Zur weiteren Kirchenausstattung gehört ein ovales Bildnis von Adam Ernst von Stutterheim aus dem Jahr 1704, das jedoch stark übermalt ist. Ebenfalls stark überarbeitet ist die Westempore, die in den Jahren 1802 bis 1804 entstand. Das Bauwerk trägt im Innern eine Balkendecke. Die Fünte stammt aus dem 19. Jahrhundert und wurde aus einer devastierten Kirche nach Rietzneuendorf verbracht.
Eine Besonderheit stellt der Taufengel dar, er im ersten Viertel des 18. Jahrhunderts entstand. Das Werk wird der Werkstatt des Bildhauers Tobias Mathias Beyermann zugeschrieben. Das Dehio-Handbuch begründet dies unter anderem mit stilistischen Besonderheiten, darunter der „bandartige obere Rand und die spitzzackigen Federn der Flügel“. Es ist denkbar, dass es sich um ein frühes Werk des Bildhauers handelt. Die 1,56 m große Figur wurde in den 1990er Jahren überfasst. Das Dehio-Handbuch kritisiert, dass diese Arbeit „unsachgemäß und sehr plakativ“ erfolgte und daher eine exakte Einstufung des Werks erschwert. Er lag über viele Jahre auf dem Dachboden der Kirche und wurde in den 1990er Jahren nordwestlich des Altars aufgehängt.